# Ghataparthi, Challakere
Ghataparthi là một làng thuộc tehsil Challakere, huyện Chitradurga, bang Karnataka, Ấn Độ.